# Koboeleti (gemeente)
Koboeleti (Georgisch: ქობულეთის მუნიციპალიტეტი, Koboeletis moenitsipaliteti) is een gemeente met 68.093 inwoners (2024) in de autonome republiek Adzjarië, in het zuidwesten van Georgië. De gemeente heeft een oppervlakte van ruim 711 km² en bevat zowel laagland als hooggebergtes met diverse beschermde natuurgebieden. Het bestuurlijk centrum en grootste plaats is de stad Koboeleti dat vooral bekendheid geniet als badplaats en zich over een lengte van 10 kilometer uitstrekt langs de Zwarte Zeekust.

## Geschiedenis
De Zwarte Zeekust kent een lange historie van menselijke bewoning, ook het gebied rond Koboeleti waar diverse archeologische vindplaatsen zijn uit de steentijd (Choetsoebani en Koboeleti) en de bronstijd (Tsjaisoebani). Het grondgebied van de gemeente Koboeleti maakte na het uiteenvallen van het Koninkrijk Georgië deel uit van het Vorstendom Goeria, ook nadat het Ottomaanse Rijk Adzjarië veroverde. Pas in de 18e eeuw, na de Russisch-Turkse Oorlog (1768-1774) werd het gebied rond Koboeleti, Neder-Goeria, door de Ottomanen bij Adzjarië ingelijfd en werd het aan gedwongen islamisering onderworpen wat leidde tot ontvolking. 
Binnen het Ottomaanse rijk werd dit gebied het Tsjoeroeksoe district genoemd. Met de Vrede van San Stefano in 1878 werd het district vervolgens ingelijfd bij het Russische Rijk dat het onderdeel maakte van het Batoem Okroeg en de bestuurlijke sub-eenheid hernoemde naar Kintrisji Oejezd. Pas in de jaren 1920 werd de bestuurlijke eenheid genoemd naar Koboeleti, eerst als oejezd, daarna rajon. 

### Theeteelt
In de 19e eeuw kwamen de Georgische Zwarte Zee kustregio's op als theeproducent. Vanaf de jaren 1880 begonnen Russische ondernemers thee te produceren in Tsjakvi, waarmee het Koboeleti rajon een bakermat van de Georgische thee zou worden. De Russische keizer haalde vervolgens uit China de jonge Lao Jingzhou om in Tsjakvi op de theecultivering toe te zien.
Vanaf de jaren 1920 nam de theeteelt een grotere vlucht door de collectivisering en de oprichting van kolchozen in onder meer Otsjchamoeri door het Sovjet-bestuur. In Tsjakvi waren op het hoogtepunt meerdere theefabrieken. In de jaren 1990 stortte de theeproductie in, en is er weinig meer van over. Na 2000 is toerisme een belangrijkere rol gaan spelen. Door de groei van Batoemi is de gemeente door grenswijzigingen in de periode rond 2010 een kleine 9 km² kwijtgeraakt, waar een deel van Tsjakvi onder viel. 

## Geografie

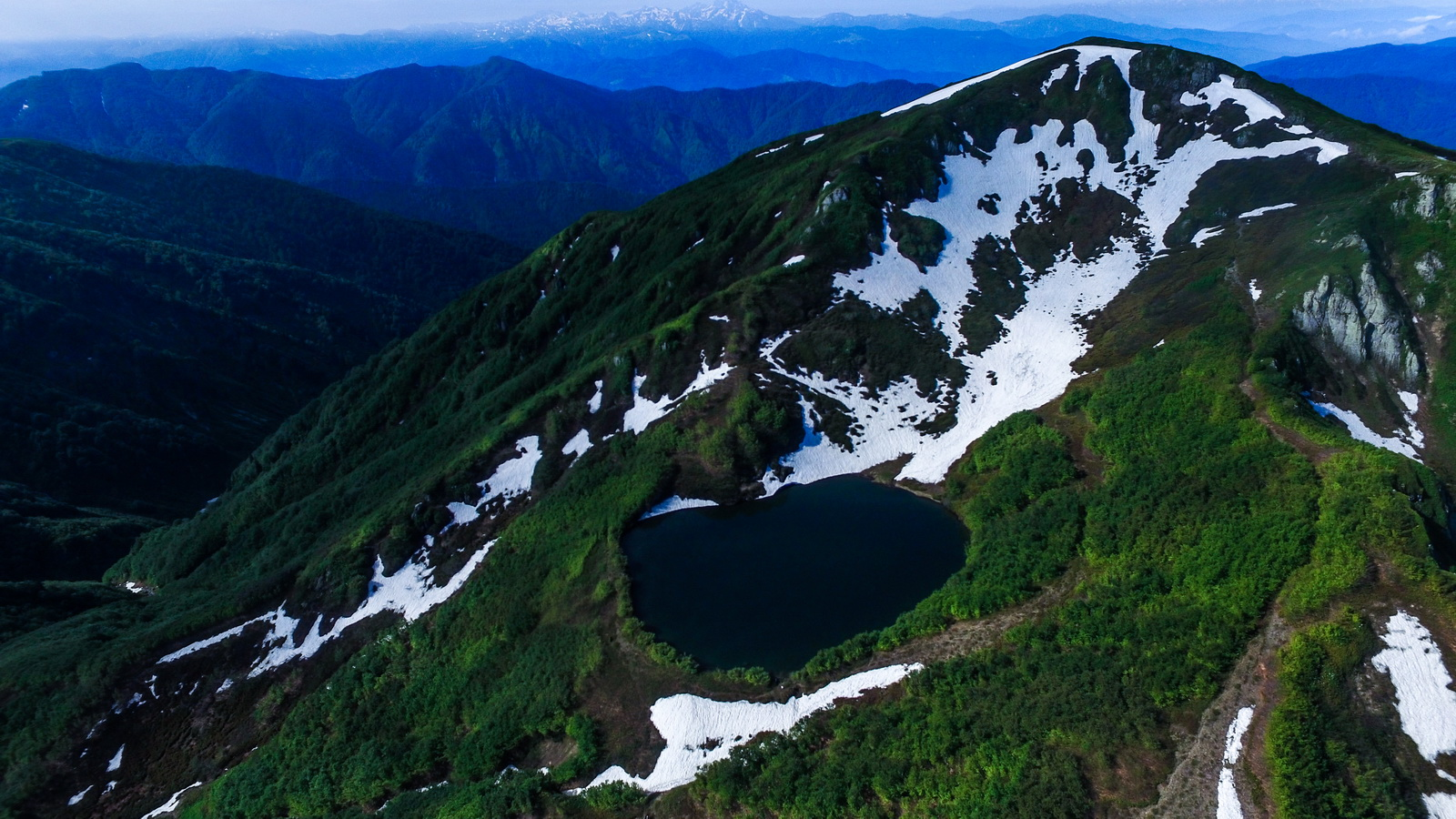
Nabadziri (2.364 m) in Kintrisji

Koboeleti grenst in het noorden aan de gemeente Ozoergeti in de regio Goeria, in het oosten aan Sjoeachevi, en in het zuiden aan Keda, Chelvatsjaoeri en Batoemi. De Zwarte Zee begrenst de westkant.

### Laagvlakte, bergen en natuur
De Koboeletivlakte is een driehoekig drasland in het kustgebied waar een aantal rivieren doorheen stroomt, waarvan de Tsjoloki de grens van Adzjarië met Goeria vormt. Anderen zijn de Otsjchamoeri, Atsjchva, Kintrisji en de zuidelijk gelegen Tsjakvistskali. Deze rivieren hebben hun oorsprong in het Meschetigebergte dat vanuit noordoostelijke richting over de zuidoostelijke flank van de gemeente ligt en bij Tsjakvi de kust bereikt.
De Taginaoeri (2.668 meter) is de hoogste berg binnen de gemeente en bevindt zich op de bergkam van het Meschetigebergte, wat tevens de gemeentegrens is met Sjoeachevi en Keda. Er liggen diverse Georgische beschermde natuurgebieden in de gemeente, die allen onderdeel zijn van het Colchis Regenwouden en Draslanden, een UNESCO Werelderfgoed.
Zo ligt circa tien kilometer ten oosten van Tsjakvi in het Meschetigebergte het Nationaal Park Mtirala, waarvan de naam is afgeleid van de vele regen die in het gebied valt. Mtirala betekent "huilen": er valt ruim 4500 millimeter regen per jaar en is daarmee het meest regenachtige gebied in Georgië. Ten noorden van Mtirala ligt het Kintrisji Natuurreservaat. In de Koboeletivlakte ten westen van Otsjchamoeri liggen twee beschermde draslanden.

## Demografie
Begin 2024 telde de gemeente Koboeleti 68.093 inwoners, een daling van 9% sinds de volkstelling van 2014.
| Gemeente Koboeleti                                                      | 7.464 | 19.995 | 41.472 | 54.401 | 70.717 | 78.382 | 88.107 | 88.063 | 74.794 | 72.159 | 68.093 |  |  |  |
|                                                                         |       |        |        |        |        |        |        |        |        |        |        |  |  |  |
| Koboeleti                                                               | -     | 1.904  | 6.133  | 12.598 | 18.051 | 18.283 | 20.932 | 18.556 | 16.546 | 17.227 | 17.372 |  |  |  |
| Otsjchamoeri                                                            | -     | -      | -      | 3.803  | 3.673  | 4.322  | 5.008  | 5.026  | 5.355  | 3.730  | 3.160  |  |  |  |
| Tsjakvi                                                                 | -     | -      | -      | 6.183  | 5.365  | 6.374  | 7.199  | 8.100  | 6.720  | 7.562  | 7.486  |  |  |  |
| Verantwoording data: Bevolkingsstatistiek Georgië 1886 tot heden. Noot: |       |        |        |        |        |        |        |        |        |        |        |  |  |  |

### Etniciteit en religie

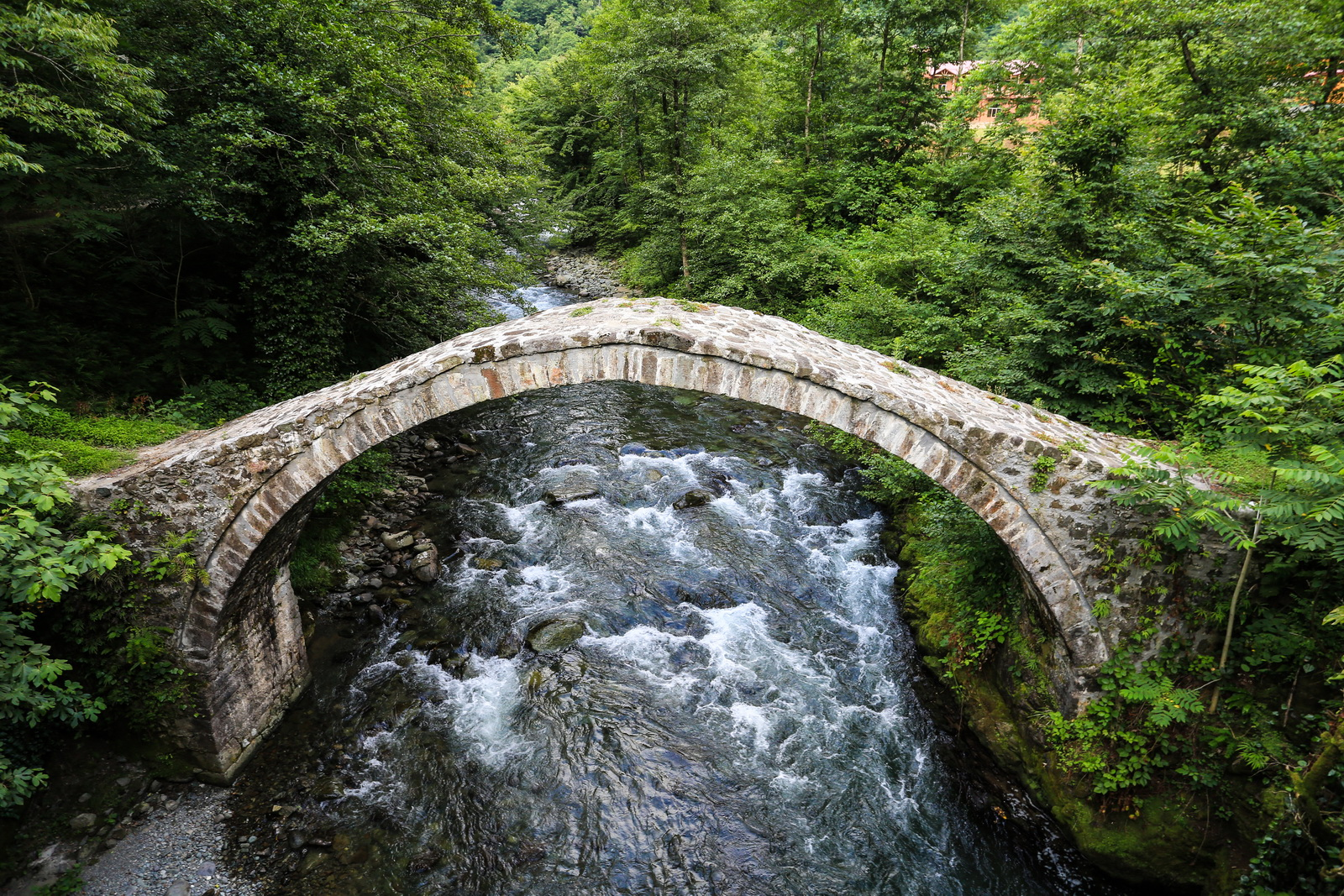
Er is veel cultureel erfgoed zoals oude bruggen.

De gemeente Koboeleti is voor 97,1% etnisch Georgisch. Dit is inclusief de Adzjaren, die tot etnisch Georgiërs worden gerekend. Etnische minderheden zijn onder andere Armeniërs (0,9%), Russen (0,9%), Grieken (0,4%) en ruim 100 Bosja, een Armeense Roma groep, die allen in de stad Koboeleti wonen.
De bevolking is in meerderheid Georgisch-Orthodox (65%). De grootste religieuze minderheid zijn moslim (29%), allen Adzjaren. Verder zijn er kleine gemeenschappen van ruim 50 jehova's en ruim 100 volgers van de Armeens-Apostolische Kerk. Bijna 6% van de bevolking had geen religie opgegeven. 

## Administratieve onderverdeling

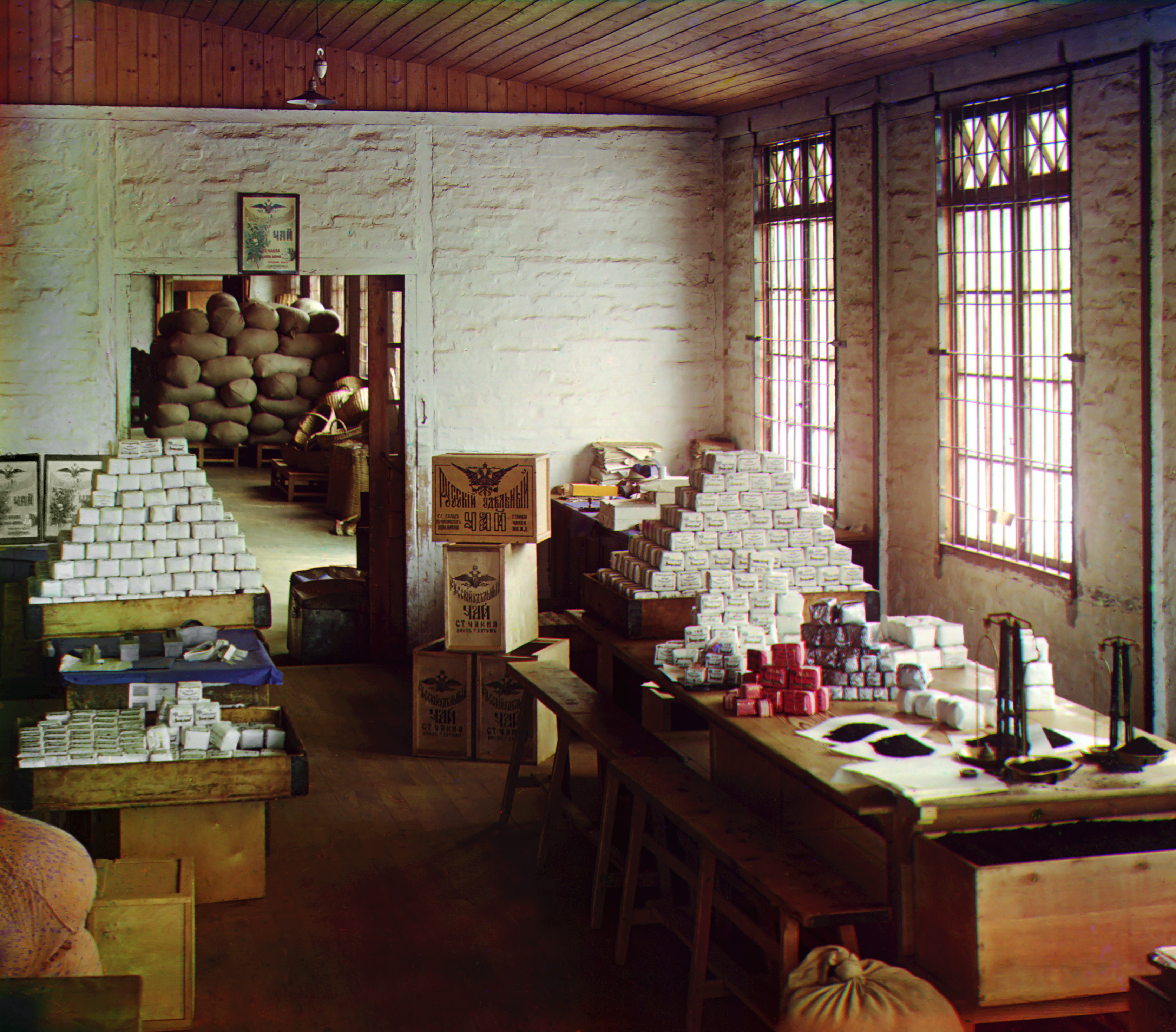
Tsjakvi was een belangrijk theecentrum

De gemeente Koboeleti is administratief onderverdeeld in 19 gemeenschappen (თემი, temi) met in totaal 49 dorpen (სოფელი, sopeli). Er zijn twee 'nederzettingen met een stedelijk karakter' (დაბა, daba) en één stad (ქალაქი, kalaki).
- stad: Koboeleti, bestuurlijk centrum gemeente;
- daba: Tsjakvi en Otsjchamoeri;
- dorpen: in totaal 49.

## Bestuur
De gemeenteraad van Koboeleti (Georgisch: საკრებულო, sakreboelo) wordt elke vier jaar gekozen in een gemengd kiesstelsel. Een deel wordt via enkelvoudige kiesdistricten gekozen en een deel via evenredige vertegenwoordiging van gesloten partijlijsten, waarvoor een kiesdrempel geldt van drie procent.
| Samenstelling Sakreboelo (zetels per partij) | Samenstelling Sakreboelo (zetels per partij) | Samenstelling Sakreboelo (zetels per partij) | Samenstelling Sakreboelo (zetels per partij) | Samenstelling Sakreboelo (zetels per partij) |
| Partij                                       | Partij                                       | 2014                                         | 2017                                         | 2021                                         |
| -------------------------------------------- | -------------------------------------------- | -------------------------------------------- | -------------------------------------------- | -------------------------------------------- |
|                                              | Georgische Droom (GD)                        | 21                                           | 29                                           | 24                                           |
|                                              | Verenigde Nationale Beweging (UNM)           | 7                                            | 6                                            | 13                                           |
|                                              | Overige partijen                             | 7                                            | 2                                            | 2                                            |
| Totaal                                       | Totaal                                       | 35                                           | 37                                           | 39                                           |

## Vervoer
De Georgische internationale hoofdweg S2 (E70) loopt door de gemeente. Dit gedeelte wordt ook wel Koboeleti Bypass genoemd, nadat deze in de periode 2013-2018 werd verlegd naar het binnenland als een vrijliggende tweebaansautoweg om de bebouwde kernen te ontlasten van het toenemende verkeer naar en van Batoemi en Turkije. De belangrijkste interregionale route door de gemeente is de nationale route Sh2 tussen Ozoergeti en Koboeleti. De Samtredia - Batoemi spoorlijn loopt door de gemeente.